# Кротошин (гмина)
Кротошин (пол. Krotoszyn) — гмина (волость) в Польше, входит как административная единица в Кротошинский повет, Великопольское воеводство. Население — 40 307 человек (на 2004 год).

## Сельские округа
1. Башины
2. Бенице
3. Бядки
4. Божацин
5. Бжоза
6. Хвалишев
7. Дужин
8. Душна-Гурка
9. Дзержанув
10. Гожупя
11. Янув
12. Ясне-Поле
13. Коберно
14. Лютогнев
15. Новы-Фольварк
16. Орпишев
17. Осуш
18. Рациборув
19. Романув
20. Рошки
21. Ружополе
22. Смошев
23. Свинкув
24. Томнице
25. Унислав
26. Усткув
27. Велёвесь
28. Вронув
29. Вружевы

## Соседние гмины
1. Гмина Добжица
2. Гмина Кобылин
3. Гмина Козмин-Велькопольски
4. Гмина Острув-Велькопольски
5. Гмина Погожеля
6. Гмина Рашкув
7. Гмина Роздражев
8. Сульмежице
9. Гмина Здуны